# ASP (Band)/Diskografie
Diese Diskografie ist eine Übersicht über die musikalischen Werke der deutschen Rockband ASP. Ihre erfolgreichste Veröffentlichung in Deutschland ist das achte Studioalbum Maskenhaft – Ein Versinken in elf Bildern – Fremder-Zyklus 2, das Rang zwei der Albumcharts erreichte. In Österreich feierte die Band ihren größten Charterfolg mit dem siebten Studioalbum fremd – Fremder-Zyklus 1, welches Rang 47 der dortigen Hitparade erreichte.

## Alben

### Studioalben
| Jahr | Titel Musiklabel                                                                                            | Höchstplatzierung, Gesamtwochen, AuszeichnungChartplatzierungen (Jahr, Titel, Musiklabel, Platzierungen, Wochen, Auszeichnungen, Anmerkungen) | Höchstplatzierung, Gesamtwochen, AuszeichnungChartplatzierungen (Jahr, Titel, Musiklabel, Platzierungen, Wochen, Auszeichnungen, Anmerkungen) | Höchstplatzierung, Gesamtwochen, AuszeichnungChartplatzierungen (Jahr, Titel, Musiklabel, Platzierungen, Wochen, Auszeichnungen, Anmerkungen) | Anmerkungen                             |
| Jahr | Titel Musiklabel                                                                                            | DE | AT | CH | Anmerkungen                             |
| ---- | --- | --- | --- | --- | --------------------------------------- |
| 2000 | Hast du mich vermisst? – Der schwarze Schmetterling Teil I Richterskala • Trisol Music Group                | — | — | — | Erstveröffentlichung: 3. November 2000  |
| 2001 | :Duett – Der schwarze Schmetterling Teil II Richterskala • Trisol Music Group                               | — | — | — | Erstveröffentlichung: 26. Oktober 2001  |
| 2003 | Weltunter – Der schwarze Schmetterling Teil III Richterskala • Trisol Music Group                           | — | — | — | Erstveröffentlichung: 18. August 2003   |
| 2005 | Aus der Tiefe – Der schwarze Schmetterling Teil IV Trisol Music Group                                       | DE50 (2 Wo.)DE | — | — | Erstveröffentlichung: 4. Juli 2005      |
| 2007 | Requiembryo – Der schwarze Schmetterling Teil V Trisol Music Group                                          | DE38 (2 Wo.)DE | — | — | Erstveröffentlichung: 23. März 2007     |
| 2008 | Zaubererbruder – Der Krabat-Liederzyklus Trisol Music Group                                                 | DE13 (4 Wo.)DE | — | — | Erstveröffentlichung: 29. August 2008   |
| 2011 | Fremd – Fremder-Zyklus 1 Gothic Novel Rock Records • Trisol Music Group                                     | DE9 (3 Wo.)DE | AT47 (1 Wo.)AT | — | Erstveröffentlichung: 21. Oktober 2011  |
| 2013 | Maskenhaft – Ein Versinken in elf Bildern – Fremder-Zyklus 2 Gothic Novel Rock Records • Trisol Music Group | DE2 (4 Wo.)DE | AT57 (1 Wo.)AT | — | Erstveröffentlichung: 2. August 2013    |
| 2015 | Verfallen – Folge 1: Astoria Gothic Novel Rock Records • Trisol Music Group                                 | DE7 (3 Wo.)DE | — | — | Erstveröffentlichung: 16. Oktober 2015  |
| 2016 | Verfallen – Folge 2: Fassaden Gothic Novel Rock Records • Trisol Music Group                                | DE17 (2 Wo.)DE | — | — | Erstveröffentlichung: 1. April 2016     |
| 2017 | Zutiefst – Fremder-Zyklus 3 Gothic Novel Rock Records • Trisol Music Group                                  | DE12 (2 Wo.)DE | — | — | Erstveröffentlichung: 27. Oktober 2017  |
| 2019 | Kosmonautilus – Fremder-Zyklus 4 Gothic Novel Rock Records • Trisol Music Group                             | DE20 (1 Wo.)DE | — | — | Erstveröffentlichung: 29. November 2019 |
| 2021 | Endlich! – Fremder-Zyklus 5 Gothic Novel Rock Records • Trisol Music Group                                  | DE26 (1 Wo.)DE | — | — | Erstveröffentlichung: 26. November 2021 |
| 2023 | Horrors – A Collection of Gothic Novellas Herz & Verstand                                                   | — | — | — | Erstveröffentlichung: 6. Oktober 2023   |

### Livealben
| Jahr | Titel Musiklabel                                                                   | Höchstplatzierung, Gesamtwochen, AuszeichnungChartplatzierungen (Jahr, Titel, Musiklabel, Platzierungen, Wochen, Auszeichnungen, Anmerkungen) | Höchstplatzierung, Gesamtwochen, AuszeichnungChartplatzierungen (Jahr, Titel, Musiklabel, Platzierungen, Wochen, Auszeichnungen, Anmerkungen) | Höchstplatzierung, Gesamtwochen, AuszeichnungChartplatzierungen (Jahr, Titel, Musiklabel, Platzierungen, Wochen, Auszeichnungen, Anmerkungen) | Anmerkungen                             |
| Jahr | Titel Musiklabel                                                                   | DE | AT | CH | Anmerkungen                             |
| ---- | ---------------------------------------------------------------------------------- | --- | --- | --- | --------------------------------------- |
| 2008 | Akoasma – Horror Vacui Live Trisol Music Group                                     | DE97 (1 Wo.)DE | — | — | Erstveröffentlichung: 5. Dezember 2008  |
| 2009 | Von Zaubererbrüdern – Live & Unplugged Herz & Verstand                             | — | — | — | Erstveröffentlichung: 31. Juli 2009     |
| 2019 | Zaubererbruder – Der Krabat-Liederzyklus Live & Extended Gothic Novel Rock Records | DE73 (1 Wo.)DE | — | — | Erstveröffentlichung: 8. März 2019      |
| 2020 | Pentagrammophon – 20 Jahre ASP Gothic Novel Rock Records                           | — | — | — | Erstveröffentlichung: 8. August 2020    |
| 2024 | Kreatour – Dunkelromantische Nächte Herz & Verstand                                | — | — | — | Erstveröffentlichung: 29. November 2024 |

### Kompilationen
| Jahr | Titel Musiklabel                                                                 | Höchstplatzierung, Gesamtwochen, AuszeichnungChartplatzierungen (Jahr, Titel, Musiklabel, Platzierungen, Wochen, Auszeichnungen, Anmerkungen) | Höchstplatzierung, Gesamtwochen, AuszeichnungChartplatzierungen (Jahr, Titel, Musiklabel, Platzierungen, Wochen, Auszeichnungen, Anmerkungen) | Höchstplatzierung, Gesamtwochen, AuszeichnungChartplatzierungen (Jahr, Titel, Musiklabel, Platzierungen, Wochen, Auszeichnungen, Anmerkungen) | Anmerkungen                              |
| Jahr | Titel Musiklabel                                                                 | DE | AT | CH | Anmerkungen                              |
| ---- | -------------------------------------------------------------------------------- | --- | --- | --- | ---------------------------------------- |
| 2008 | Horror Vacui – The eeriest Tales of ASP so far Trisol Music Group                | DE42 (2 Wo.)DE | — | — | Erstveröffentlichung: 22. Februar 2008   |
| 2014 | Per Aspera Ad Aspera – Anthologie Gothic Novel Rock Records • Trisol Music Group | DE81 (1 Wo.)DE | — | — | Erstveröffentlichung: 29. September 2014 |

### Remixalben
| Jahr | Titel Musiklabel                            | Anmerkungen                              |
| ---- | ------------------------------------------- | ---------------------------------------- |
| 2006 | Hässlich Trisol Music Group                 | Erstveröffentlichung: 21. April 2006     |
| 2024 | Returning to Haunted Places Herz & Verstand | Erstveröffentlichung: 26. September 2024 |

### EPs
| Jahr | Titel Musiklabel                                        | Höchstplatzierung, Gesamtwochen, AuszeichnungChartplatzierungen (Jahr, Titel, Musiklabel, Platzierungen, Wochen, Auszeichnungen, Anmerkungen) | Höchstplatzierung, Gesamtwochen, AuszeichnungChartplatzierungen (Jahr, Titel, Musiklabel, Platzierungen, Wochen, Auszeichnungen, Anmerkungen) | Höchstplatzierung, Gesamtwochen, AuszeichnungChartplatzierungen (Jahr, Titel, Musiklabel, Platzierungen, Wochen, Auszeichnungen, Anmerkungen) | Anmerkungen                             |
| Jahr | Titel Musiklabel                                        | DE | AT | CH | Anmerkungen                             |
| ---- | ------------------------------------------------------- | --- | --- | --- | --------------------------------------- |
| 2002 | Die Zusammenkunft Trisol Music Group                    | — | — | — | Erstveröffentlichung: 28. Juni 2002     |
| 2005 | Hunger Trisol Music Group                               | — | — | — | Erstveröffentlichung: 15. April 2005    |
| 2006 | Humility Trisol Music Group                             | — | — | — | Erstveröffentlichung: 21. April 2006    |
| 2007 | Die verschollenen Archive I – Nie mehr! Herz & Verstand | — | — | — | Erstveröffentlichung: 2. November 2007  |
| 2012 | Eisige Wirklichkeit Gothic Novel Rock Records           | DE82 (1 Wo.)DE | — | — | Erstveröffentlichung: 9. März 2012      |
| 2012 | Geisterfahrer Gothic Novel Rock Records                 | DE80 (1 Wo.)DE | — | — | Erstveröffentlichung: 16. November 2012 |

## Singles

### Als Leadmusiker
| Jahr | Titel Album                                                                              | Höchstplatzierung, Gesamtwochen, AuszeichnungChartplatzierungen (Jahr, Titel, Album, Platzierungen, Wochen, Auszeichnungen, Anmerkungen) | Höchstplatzierung, Gesamtwochen, AuszeichnungChartplatzierungen (Jahr, Titel, Album, Platzierungen, Wochen, Auszeichnungen, Anmerkungen) | Höchstplatzierung, Gesamtwochen, AuszeichnungChartplatzierungen (Jahr, Titel, Album, Platzierungen, Wochen, Auszeichnungen, Anmerkungen) | Anmerkungen                                           |
| Jahr | Titel Album                                                                              | DE | AT | CH | Anmerkungen                                           |
| ---- | ---------------------------------------------------------------------------------------- | --- | --- | --- | ----------------------------------------------------- |
| 2003 | Weltunter (komm zu mir) Weltunter – Der schwarze Schmetterling Teil III                  | — | — | — | Erstveröffentlichung: 21. Februar 2003                |
| 2003 | Stille der Nacht (ein Weihnachtsmärchen) Weltunter – Der schwarze Schmetterling Teil III | — | — | — | Erstveröffentlichung: 31. Oktober 2003                |
| 2004 | Ich will brennen Weltunter – Der schwarze Schmetterling Teil III                         | — | — | — | Erstveröffentlichung: 27. April 2004                  |
| 2006 | Werben Aus der Tiefe – Der schwarze Schmetterling Teil IV                                | — | — | — | Erstveröffentlichung: 21. April 2006                  |
| 2006 | Ich bin ein wahrer Satan (I–IV) Requiembryo – Der schwarze Schmetterling Teil V          | DE29 (2 Wo.)DE | — | — | Erstveröffentlichung: 13. Oktober 2006                |
| 2009 | Wer sonst? / Im Märchenland –                                                            | DE56 (2 Wo.)DE | — | — | Erstveröffentlichung: 2. Oktober 2009                 |
| 2011 | Wechselbalg Fremd – Fremder-Zyklus 1                                                     | DE46 (1 Wo.)DE | — | — | Erstveröffentlichung: 12. August 2011                 |
| 2016 | Das Kollektiv Verfallen – Folge 2: Fassaden                                              | — | — | — | Erstveröffentlichung: 13. März 2016                   |
| 2017 | 20.000 Meilen Zutiefst – Fremder-Zyklus 3                                                | — | — | — | Erstveröffentlichung: 4. August 2017                  |
| 2017 | BernsteinmeerengeL Zutiefst – Fremder-Zyklus 3                                           | — | — | — | Erstveröffentlichung: 22. September 2017              |
| 2017 | Zutiefst … Zutiefst – Fremder-Zyklus 3                                                   | — | — | — | Erstveröffentlichung: 31. Dezember 2017               |
| 2019 | Geh und heb dein Grab aus, mein Freund –                                                 | — | — | — | Erstveröffentlichung: 5. April 2019                   |
| 2019 | Osternacht –                                                                             | — | — | — | Erstveröffentlichung: 5. April 2019 feat. Patty Gurdy |
| 2019 | Tintakel Kosmonautilus – Fremder-Zyklus 4                                                | — | — | — | Erstveröffentlichung: 18. Oktober 2019                |
| 2019 | Kosmonautilus Kosmonautilus – Fremder-Zyklus 4                                           | — | — | — | Erstveröffentlichung: 8. November 2019                |
| 2019 | Morgengrauen irgendwo Kosmonautilus – Fremder-Zyklus 4                                   | — | — | — | Erstveröffentlichung: 22. November 2019               |
| 2019 | Abyssus 2 (Musik) Kosmonautilus – Fremder-Zyklus 4                                       | — | — | — | Erstveröffentlichung: 29. November 2019               |
| 2021 | Raise Some Hell Now! Endlich! – Fremder-Zyklus 5                                         | — | — | — | Erstveröffentlichung: 1. Oktober 2021                 |
| 2021 | Spät Endlich! – Fremder-Zyklus 5                                                         | — | — | — | Erstveröffentlichung: 29. Oktober 2021                |
| 2021 | Ziel Endlich! – Fremder-Zyklus 5                                                         | — | — | — | Erstveröffentlichung: 12. November 2021               |
| 2022 | Die letzte Zuflucht –                                                                    | — | — | — | Erstveröffentlichung: 5. August 2022                  |
| 2023 | Ich, der Teufel und du Horrors – A Collection of Gothic Novellas                         | — | — | — | Erstveröffentlichung: 1. Mai 2023                     |

### Als Gastmusiker
| Jahr | Titel Album          | Anmerkungen                                               |
| ---- | -------------------- | --------------------------------------------------------- |
| 2021 | Nachtfalter Blutbann | Erstveröffentlichung: 19. November 2021 Harpyie feat. ASP |

## Videoalben und Musikvideos

### Videoalben
| Jahr | Titel Musiklabel                                                                                 | Anmerkungen |
| ---- | ------------------------------------------------------------------------------------------------ | --- |
| 2009 | Von Zaubererbrüdern – Live & Unplugged Herz & Verstand                                           | Erstveröffentlichung: 31. Juli 2009                                                                                       |
| 2012 | Eisige Wirklichkeit Gothic Novel Rock Records                                                    | Erstveröffentlichung: 9. März 2012                                                                                        |
| 2019 | Zaubererbruder – Der Krabat-Liederzyklus – Live & für immer Herz & Verstand • Trisol Music Group | Erstveröffentlichung: 21. März 2019 Verkäufe werden Zaubererbruder – Der Krabat-Liederzyklus Live & Extended hinzuaddiert |

### Musikvideos
| Jahr | Titel                                    | Regisseur(e)            |
| ---- | ---------------------------------------- | ----------------------- |
| 2008 | Me                                       | Thomas Klieber          |
| 2015 | Astoria verfallen                        | Florian Gintenreiter    |
| 2015 | Dro[eh]nen aus dem rostigen Kellerherzen |                         |
| 2017 | Abertausend Fragen                       | Mattes Penkert-Hennig   |
| 2017 | Nehmt Abschied • Auld Lang Syne          |                         |
| 2019 | Abyssus 2                                | Thomas Klieber          |
| 2019 | Tintakel                                 | Robert Bröllochs        |
| 2019 | Die Untiefen                             | Matthias Penkert-Hennig |
| 2020 | Schatten eilen uns voraus                | Robert Bröllochs        |
| 2021 | Raise Some Hell Now!                     |                         |
| 2021 | Nachtfalter                              | Patrick Winzler         |
| 2022 | Die letzte Zuflucht                      | Ingo Spörl              |
| 2023 | Ich, der Teufel und du                   | Alex Schroer            |

## Sonderveröffentlichungen

### Alben
| Jahr | Titel Musiklabel                                                         | Anmerkungen                                                                    |
| ---- | ------------------------------------------------------------------------ | ------------------------------------------------------------------------------ |
| 2016 | Das GeistErfahrer Langspielalbum – Fremder-Zyklus 1.1 Trisol Music Group | Erstveröffentlichung: 20. Oktober 2016 erweiterte Fassung der GeistErfahrer-EP |

| Jahr | Titel Musiklabel                                                         | Anmerkungen                             |
| ---- | ------------------------------------------------------------------------ | --------------------------------------- |
| 2004 | Interim Works Compendium Trisol Music Group                              | Erstveröffentlichung: 3. Mai 2004       |
| 2004 | Gothic: Dark Rarities Trisol Music Group                                 | Erstveröffentlichung: 3. August 2006    |
| 2018 | Reflexionen 1 – Best Of Trisol Music Group                               | Erstveröffentlichung: 30. März 2018     |
| 2018 | Reflexionen 2 – Best Of Trisol Music Group                               | Erstveröffentlichung: 30. März 2018     |
| 2018 | Voices of a Stranger: Die verschollenen Archive 4 + 5 Trisol Music Group | Erstveröffentlichung: 6. September 2018 |

| Jahr | Titel Musiklabel                                                           | Anmerkungen                                                                           |
| ---- | -------------------------------------------------------------------------- | ------------------------------------------------------------------------------------- |
| 2016 | Ein Häppchen ‘Best of Rock’ Gothic Novel Rock Records • Trisol Music Group | Erstveröffentlichung: 14. Oktober 2016 Teilausschnitt aus ASP … Live auf rauen Pfaden |
| 2016 | Ein Häppchen ‘rar und pur’ Gothic Novel Rock Records • Trisol Music Group  | Erstveröffentlichung: 21. Oktober 2016 Teilausschnitt aus ASP … Live auf rauen Pfaden |

| Jahr | Titel Musiklabel | Anmerkungen                |
| ---- | ---------------- | -------------------------- |
| 1999 | Demo 1999 –      | Erstveröffentlichung: 1999 |

| Jahr | Titel Musiklabel          | Anmerkungen                                                                                                |
| ---- | ------------------------- | --- |
| 2023 | Der Fluch Herz & Verstand | Erstveröffentlichung: 6. Oktober 2023 Teil von Horrors – A Collection of Gothic Novellas (Limited Edition) |

### Lieder
| Jahr | Titel Album                                                                   | Anmerkungen                                                |
| ---- | ----------------------------------------------------------------------------- | ---------------------------------------------------------- |
| 2006 | Warum das Leiden lohnt Kadavergehorsam                                        | Erstveröffentlichung: 25. August 2006 Heimatærde feat. ASP |
| 2009 | Feuertaufe Gothic Compilation Part XLVI (Sampler)                             | Erstveröffentlichung: 11. Dezember 2009 Caputt feat. ASP   |
| 2017 | Der volle Mond steht überm Wald (Akustik) Die Ballade von der “Blutigen Rose” | Erstveröffentlichung: 13. Januar 2017 Spielbann feat. ASP  |
| 2022 | Nachtfalter Blutbann                                                          | Erstveröffentlichung: 28. Januar 2022 Harpyie feat. ASP    |

| Jahr | Titel Album                                                          | Anmerkungen                                                               |
| ---- | -------------------------------------------------------------------- | ------------------------------------------------------------------------- |
| 2002 | Rearranging (Matze_Mix) Zwielicht                                    | Erstveröffentlichung: 8. Februar 2002 Interpretation: L’Âme Immortelle    |
| 2003 | Black Wedding (ASP Remix) M’era Luna Festival 2003 (Sampler)         | Erstveröffentlichung: 2003 Interpretation: Blutengel                      |
| 2003 | Engel in schwarz (Rmx by Asp) Toxical Colours                        | Erstveröffentlichung: 17. Oktober 2003 Interpretation: Infekktion         |
| 2003 | Collective Suicide (Goth‘n’Roll Remix) Reloadead                     | Erstveröffentlichung: 1. Dezember 2003 Interpretation: Terminal Choice    |
| 2006 | Du siehst mich nicht (Funky Down Remix by ASP) Nur du – EP           | Erstveröffentlichung: 22. September 2006 Interpretation: L’Âme Immortelle |
| 2007 | Liar (Manic Depressive Mix by ASP) Liar • Dead Is the New Alive      | Erstveröffentlichung: 8. Januar 2007 Interpretation: Emilie Autumn        |
| 2007 | Mach mich (Ach Er-Mix) Mach mich                                     | Erstveröffentlichung: 18. Februar 2007 Interpretation: Caputt             |
| 2008 | Beloved Enemy (Bebop Enemy Mix Arranged by ASP) Beloved Enemy        | Erstveröffentlichung: 2. Mai 2008 Interpretation: Jesus on Extasy         |
| 2008 | 1000 Voices (Echoes of a Thousand Voices) Durch fremde Hand          | Erstveröffentlichung: 25. Juli 2008 Interpretation: L’Âme Immortelle      |
| 2008 | Inside the Machine (Reinterpreted by ASP) Welcome to the Underground | Erstveröffentlichung: 31. Oktober 2008 Interpretation: Lahannya           |
| 2009 | Supernova 1006 (Club Version) Neumond                                | Erstveröffentlichung: 29. September 2009 Interpretation: Wolfenmond       |
| 2011 | Set Me Free (ASP Remix) Set Me Free                                  | Erstveröffentlichung: 25. März 2011 Interpretation: In Strict Confidence  |

| Jahr | Titel Album                                        | Anmerkungen                                                                                |
| ---- | -------------------------------------------------- | ------------------------------------------------------------------------------------------ |
| 2001 | Schattenbraut (Sag, willst du?) Orkus Collection 2 | Erstveröffentlichung: 19. Oktober 2001                                                     |
| 2002 | Logic Thank You! A Tribute to The Sisters of Mercy | Erstveröffentlichung: 13. Dezember 2002 Original: The Sisters of Mercy – Amphetamine Logic |
| 2006 | Feuertaufe Gothic Compilation Part XLVI            | Erstveröffentlichung: 11. Dezember 2009 Caputt feat. ASP                                   |
| 2021 | Prometheus Für immer frei (Unsere Zeit Edition)    | Erstveröffentlichung: 4. Juni 2021 Original: Saltatio Mortis                               |

| Jahr | Titel Soundtrack zu                                 | Anmerkungen                            |
| ---- | --------------------------------------------------- | -------------------------------------- |
| 2005 | The 6th of September (How Far Would You Go?) Saw II | Erstveröffentlichung: 18. Oktober 2005 |

### Videoalben
| Jahr | Titel Musiklabel                                  | Anmerkungen                                                                               |
| ---- | ------------------------------------------------- | ----------------------------------------------------------------------------------------- |
| 2012 | Live auf dem Summerbreeze 2012 Trisol Music Group | Erstveröffentlichung: 19. September 2012 nur während der Maskenball Tour 2013 zu erwerben |

## Promoveröffentlichungen

### Alben
| Jahr | Titel Musiklabel                                                                    | Anmerkungen                |
| ---- | ----------------------------------------------------------------------------------- | -------------------------- |
| 2008 | Die DJ-Archive Vol. 1 Trisol Music Group                                            | Erstveröffentlichung: 2008 |
| 2008 | Die DJ-Archive Vol. 2: Denn ich bin der Meister Trisol Music Group                  | Erstveröffentlichung: 2008 |
| 2008 | Die DJ-Archive Vol. 3: Akoasma – Horror Vacui Live! Trisol Music Group              | Erstveröffentlichung: 2008 |
| 2012 | Die DJ-Archive Vol. 4: Eisige Wirklichkeit Trisol Music Group                       | Erstveröffentlichung: 2012 |
| 2012 | Die DJ-Archive Vol. 5: Weichen(t)stellung Trisol Music Group                        | Erstveröffentlichung: 2012 |
| 2012 | Die DJ-Archive Vol. 6: Carpe Noctem Trisol Music Group                              | Erstveröffentlichung: 2012 |
| 2013 | Die DJ-Archive Vol. 7: Elf und Einer – Eine Reise durch die Zeit Trisol Music Group | Erstveröffentlichung: 2013 |
| 2015 | Die DJ-Archive Vol. 8: Astoria verfallen Trisol Music Group                         | Erstveröffentlichung: 2015 |
| 2015 | Die DJ-Archive Vol. 9: Loreley Trisol Music Group                                   | Erstveröffentlichung: 2015 |
| 2016 | Die DJ-Archive Vol. 10: Souvenir, Souvenir Trisol Music Group                       | Erstveröffentlichung: 2016 |

### Lieder
| Jahr | Titel Album     | Anmerkungen                                                                      |
| ---- | --------------- | -------------------------------------------------------------------------------- |
| 2006 | Isobel Goudie – | Erstveröffentlichung: 13. Oktober 2006 Gratis-Single; Original: Alex Harvey Band |

| Jahr | Titel Album                                                                      | Anmerkungen                |
| ---- | -------------------------------------------------------------------------------- | -------------------------- |
| 2004 | Where Do the Gods Go Hast du mich vermisst? – Der schwarze Schmetterling Teil I  | Erstveröffentlichung: 2004 |
| 2005 | Schwarzes Blut Aus der Tiefe – Der schwarze Schmetterling Teil IV                | Erstveröffentlichung: 2005 |
| 2007 | Duett (das Minnelied der Incubi) Requiembryo – Der schwarze Schmetterling Teil V | Erstveröffentlichung: 2007 |

| Jahr | Titel Album                                                                                | Anmerkungen |
| ---- | ------------------------------------------------------------------------------------------ | --- |
| 2006 | Varieté Obscur –                                                                           | Erstveröffentlichung: 16. Oktober 2006 Bonus-CD als Beilage der gleichnamigen Gothic Novel                              |
| 2009 | Die kleine Ballade vom schwarzen Schmetterling :Duett – Der schwarze Schmetterling Teil II | Erstveröffentlichung: 13. Februar 2009 Bonus-CD als Beilage des gleichnamigen Artbooks von ASP + Pit Haman              |
| 2016 | Der Knochenmann, das Vöglein und die Nymphe –                                              | Erstveröffentlichung: 1. April 2016 Bonus-CD als Beilage der gleichnamigen Gothic Novel von Asp Spreng + Fabia Zobel    |
| 2017 | Die Zwielichtgestalten –                                                                   | Erstveröffentlichung: 7. Juli 2017 Bonus-CD als Beilage der gleichnamigen Gothic Novel von Asp Spreng + Fabia Zobel     |
| 2018 | Nie am Tage –                                                                              | Erstveröffentlichung: 6. September 2018 Bonus-CD als Beilage der gleichnamigen Gothic Novel von Asp Spreng + Timo Wuerz |
| 2019 | Die Ballade vom treuen Troll –                                                             | Erstveröffentlichung: 29. Januar 2019 Bonus-CD als Beilage der gleichnamigen Gothic Novel von Holger Much + Asp Spreng  |

## Boxsets
| Jahr | Titel Musiklabel                                                                           | Anmerkungen                                                                                                |
| ---- | ------------------------------------------------------------------------------------------ | --- |
| 2007 | Once in a Lifetime – Recollection Box Trisol Music Group                                   | Erstveröffentlichung: 25. Mai 2007 4-CD-Boxset; Verkäufe: 1.999 (limitiert); mit Chamber & Thomas Sabottka |
| 2011 | Der komplette schwarze Schmetterling-Zyklus Gothic Novel Rock Records • Trisol Music Group | Erstveröffentlichung: 27. Mai 2011 10-CD-Boxset                                                            |
| 2016 | ASP … Live auf rauen Pfaden Gothic Novel Rock Records • Trisol Music Group                 | Erstveröffentlichung: 20. Oktober 2016 4-CD-Boxset                                                         |

## Statistik

### Chartauswertung
|                     | DE     | AT    | CH    |
| ------------------- | ------ | ----- | ----- |
| Nummer-eins-Alben   | DE—DE  | AT—AT | CH—CH |
| Top-10-Alben        | DE3DE  | AT—AT | CH—CH |
| Alben in den Charts | DE16DE | AT2AT | CH—CH |

|                       | DE    | AT    | CH    |
| --------------------- | ----- | ----- | ----- |
| Nummer-eins-Singles   | DE—DE | AT—AT | CH—CH |
| Top-10-Singles        | DE—DE | AT—AT | CH—CH |
| Singles in den Charts | DE3DE | AT—AT | CH—CH |